# Година сиротињске забаве
„Година сиротињске забаве“ је албум групе Блок аут, издат 1996. године.

## Списак песама
1. „Вежи ме“ – 2:45
2. „Електролиза“ – 3:30
3. „Вертикално гледано“ – 6:40
4. „Трење“ - 6:32
5. „Гледам као...“ – 1:11
6. „Манастир“ – 3:20
7. „Кад ходам“ – 4:19
8. „Чаробни акорд“ – 3.15
9. „Година сиротињске забаве“ – 8:13
10. „СДСС“ – 4:47
11. „Поштар“ – 4:05
12. „Недоступна поља“ – 6:17
13. „Секира“ – 3:43
14. „Ка зеленој обали“ – 4:23
15. „Три корне пенал“ – 10:20